# إبراهيم المخيني
إبراهيم صالح إبراهيم صالح المخيني هو لاعب كرة قدم عماني، من مواليد 20 يونيو 1997، يلعب لنادي النصر في الدوري العماني للمحترفين.

## روابط خارجية
- إبراهيم المخيني على موقع ناشيونال فوتبول تيمز (الإنجليزية)
- إبراهيم المخيني على موقع Soccerway.com (الإنجليزية)
- إبراهيم المخيني على موقع عالم كرة القدم.نت (الإنجليزية)